# Instituto Padre Quevedo de Parapsicologia
O Instituto Padre Quevedo de Parapsicologia - IPQ, é uma instituição sem fins lucrativos, fundado em 2013 para dar continuidade aos trabalhos do CLAP - Centro Latino Americano de Parapsicologia criado em maio de 1970 pelos cientistas católicos, Pe. Oscar González-Quevedo, S.J., Dr. Luiz Ferreira da Silva e Dr. Antônio Rulli Júnior. Localizado na Rua Geraldo Amori, nº 263 no Bairro Jardim Bonfiglioli, São Paulo/SP, realiza atendimentos em clínica para pessoas que sofrem de problemas parapsicológicos, psicológicos e psiquiátricos.
É um centro de estudos, pesquisa e análise formado por teólogos, filósofos, psicólogos, psiquiatras, parapsicólogos, entre outros, que investigam fenômenos inicialmente considerados misteriosos, mas que apresentam explicações naturais, como telepatia, precognição, retrocognição, clarividência, telecinesia, pantomnésia, xenoglossia, fotogênese, tiptologia, ectoplasmia, transfiguração, materialização, entre outros.
Atualmente o IPQ é dirigido pela filósofa e teóloga Márcia Regina Cobêro.

## Atividades do IPQ

### Pesquisas teórica
A pesquisa teórica é realizada de maneira científica através da análise da fenomenologia. A grandessíssima maioria das alegadas manifestações fenomenológicas realizadas através um dito sensitivo, médium, curandeiro, ou ainda alegado paranormal, são notoriamente truques de ilusionismo. Muitas das vezes esses ditos superdotados atribuem os seus supostos poderes através de intervenção alienígena ou ainda dos mortos. Visto que as faculdades parapsicológicas estão presentes em todos os seres humanos, mas que ninguém as podem controlar, coube aos parapsicólogos através de análise exclusiva de cada alegado fenômeno, o devido estudo e notória explicação natural para os eventos, sejam desmascarando os charlatões através do uso do ilusionismo ou dando explicação científica para os fenômenos parapsicológicos, por esses fatores deste o abertura do CLAP pelo Padre Quevedo, uma das principais especialidades do centro foi desmascarar charlatões. Assim o IPQ separa os fenômenos cada qual em seu campo de estudo. Uma das distinções realizadas pelo centro é a separação do campo teológico e filosófico do campo científico. Conforme o próprio Padre Quevedo, a religião deve tratar de teologia, ou seja, sobre doutrina revelada inobservável que está restrita ao campo da fé e os fenômenos naturais ligados ao homem devem ser interpretados e observados exclusivamente pelo ciência. Desta forma refuta veementemente todas as práticas de curanderismo e controle paranormal de fenômenos. 

### Biblioteca
O IPQ tem a maior biblioteca de parapsicologia do mundo, com quase 10 mil livros sobre o assunto, além de slides, fitas de vídeo, fotos e documentos, bem como, uma biblioteca de mágica, considerada por especialistas, também, como a melhor biblioteca de ilusionismo do mundo. Em seu acervo ainda consta fichários de pesquisa e redação: no primeiro constam os capítulos e páginas de cada livro, revista ou recorte em que se trata de cada tema parapsicológico, no segundo consta a ideia ou dado que se expressa em tal parágrafo e linha. Classificados segundo um índice sistemático. 

### Museu

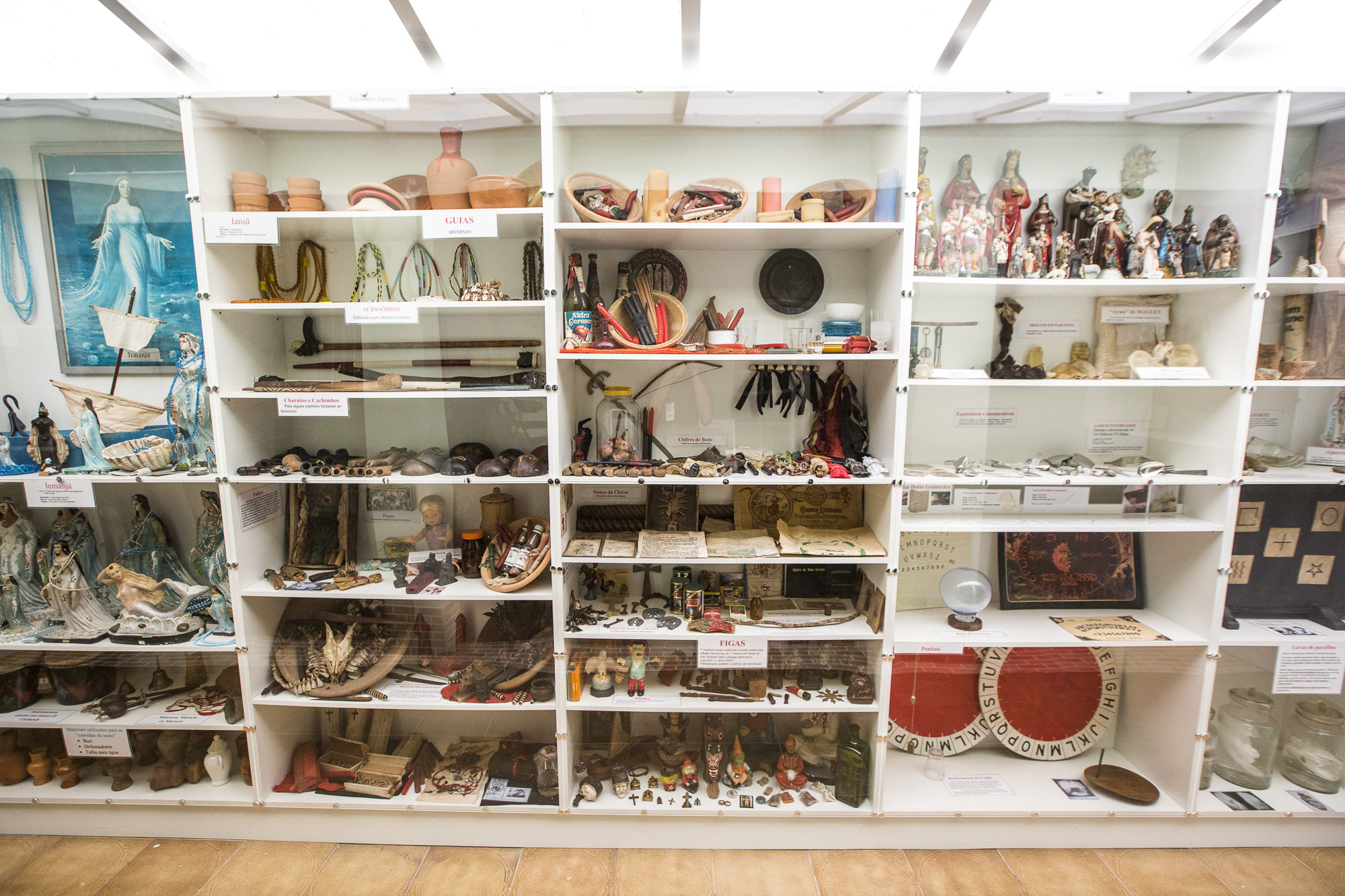
Museu do IPQ

O IPQ apresenta um museu com objetos relacionados a parapsicologia, bem como objetos encontrados pela rua ao longos dos anos pelo próprio Padre Quevedo, sendo a maioria dos objetos relacionados religiões afro-brasileiras como a umbanda e o candomblé, referente a questões atribuídas a fenômenos mediúnicos, feitiçaria, tiptologia, objetos como talhares dobrados usados em truques por charlatões que afirmavam controlar fenômenos paranormais, entre diversos outros. A grande maioria dos objetos relacionados com a parapsicologia e temas correlatos: espiritismo, adivinhação, curandeirismo, falsos milagres na sua maior parte foram frutos e resultado das pesquisas de campo. 

### Pesquisa experimental
Os fenômenos parapsicológicos, são geralmente espontâneos e irregulares, por desconhecerem os significados científicos dos fenômenos todos os povos e em todas as épocas os descreveram como fenômenos misteriosos, muitas vezes atribuídas a poderes sobrenaturais, inclusive ação dos mortos no mundo dos vivos. A chamada escola norte-americana de Parapsicologia se ateve exclusivamente aos fenômenos PSI, (extra-sensoriais). Os fenômenos telérgicos, isto é, de causa física, foram deixados de lado, mas estes fenômenos precisamente são os mais freqüentes entre os parapsicológicos e por isso os mais estudados pelo IPQ. 
No IPQ, além dos fenômenos materiais e regulares, também se observa os fenômenos extra-sensoriais e esporádicos. Aceitando também a possibilidade de fatos superiores às forças da natureza, concretamente em ambiente divino, mas não por isso, menos históricos, observáveis e analisáveis.

#### Experimentação de Laboratório
A estatística matemática é um método de avaliação de experiências repetíveis; mas também reconhecemos o valor probatório de outros métodos de observação bem planejada, sem possibilidade de repetição voluntária. 

#### Pesquisa de Campo
Os profissionais do IPQ visitam os locais e as pessoas onde espontaneamente se produz esta fenomenologia; observação e análise, documentação “tangível” e verificação de casos espontâneos; coleta, classificação e análise dos dados obtidos. Muitas vezes desmascarando pessoas que afirmam serem parapsicólogos mas que na verdade agem para manifestar uma crendice. 

### Formação e Ensino
O IPQ admite, cumpridos determinados requisitos, estagiários para estudo de Parapsicologia. Após prévia e rigorosa seleção, alguns estagiários se incorporam à equipe do IPQ. Semanalmente há reuniões de membros e estagiários para analisar trabalhos em curso e em projeto, dentro do âmbito da Parapsicologia, denominado de NEP: Núcleo de Estudos e Pesquisas. O instituto também mantém convênio com várias Universidades para lecionar Parapsicologia dentro do currículo normal do aluno. Bem como curso de pós-Graduação, que tem duração de dois anos. 

### Clínica e Consultório
O IPQ afirma que não se devem fomentar as manifestações parapsicológicas, pois podem afetar o psiquismo através de ações do subconsciente podendo levar a pessoa a loucura. As pessoas que manifestam fenômenos parapsicológicos não podem controlá-los, pois são manifestações espontâneas de uma alteração mental do paciente, como transtornos psicossomáticos de diversas índoles: crises e debilidades nervosas, perda da autodeterminação consciente, dupla ou múltipla personalidade, etc. O IPQ afirma que as pessoas que manifestam, acreditam manifestar, presenciam ou tem notícias de fenômenos parapsicológicos, frequentemente procuram a solução em centros de superstição e curandeirismo, inclusive curandeirismo sob véu religioso. A função da Clínica-Consultório do IPQ é, pois, dupla: orientar e resolver dúvidas referente as enormes quantidade de pessoas confundidas e desorientadas, às vezes existencial e angustiosamente, por estes problemas; e curar as pessoas que manifestam fenômenos parapsicológicos ou que se acreditam vítimas de feitiços.
O IPQ afirma que a manifestação, um tanto freqüente de fenômenos parapsicológicos é um sintoma de problemas psicológicos. Por outra parte, é freqüente que pessoas afetadas de qualquer doença ou distúrbio de origem psíquica ou psicossomática, não estritamente de origem médico-fisiológica, não sejam especificamente atendidas, e assim recorrem aos curandeiros, médiuns espíritas, “curas pela fé”, etc. Por isso a Clínica do IPQ atende também casos psicológicos em geral e psico-religiosos, mesmo quando não diretamente relacionados com a Parapsicologia. 

## Significado do logotipo
A abreviação IPQ significa Instituto Padre Quevedo, sendo omisso a palavra 'Parapsicologia'. A Letra I de Instituição, é representada na cor vermelha em simbolismo ao amor em fazer o seu trabalho de esclarecer os fenômenos da Parapsicologia; transbordante cor de vida e de sangue. Oferecendo a Deus, até o martírio se for necessário, o fruto de todo esse amor a Ele e aos homens, que o Instituto Padre Quevedo tem como objeto último de sua atividade.  
A letra P de Padre na cor amarela representa a alegria e o brilho de se fazer o que se gosta; representa a cor do otimismo, de buscar o novo; cor da prosperidade, para que o trabalho se espalhe, frutifique e seja útil ao Brasil e ao mundo. As cores das letras I e P representam as cores da monarquia espanhola, país de origem do Padre Quevedo, que representam força e vitória. 
A letra Q, na cor preta significa mistério e a morte. Representa os fenômenos parapsicológicos, objeto de estudo; investigá-los como fatos históricos do mundo, significando a dignidade e sofisticação. A letra Q, que representa Quevedo, em associação ao trabalho exercido pela instituição representa uma interrogação, para abordar o questionamento: ícone aberto para reflexão, pesquisa e busca da verdade.